# Sara Naomi Leikowicz
Sara Naomi Lewkowicz (Nueva York) es una fotógrafa estadounidense. Destacó por su artículo «Fotógrafa como testigo: un retrato de la violencia doméstica» para la revista Time en el 2013. Este trabajo cubriendo la violencia de género ganó el Premio Ville de Perpignan Rémi Ochlik en 2013.

## Biografía
Lewkowicz completo la carrera de Comunicación Audiovisual en la Universidad de Ohio.

## Fotógrafa como testigo
El 27 de febrero de 2013 Lewkowicz publicó «Photographer as Witness», el cual había sido publicado originalmente en el fotovisura «Maggie and Shane». El artículo mostraba fotografías de Shane, un exconvicto de 31 años que maltrataba a su novia de 19 años y es acompañado por un ensayo de Lewkowicz. En este ensayo ella declaró como su objetivo inicial al fotografiar la pareja era «retratar el dilema "catch-22" de ser un ex-convicto: con una libertad física, pero bajo el estigma mental de estar encarcelado que no le permite una salida real» Durante una de sus visitas Maggie y Shane empezaron a pelearse por una mujer que había coqueteado con Shane en un bar al que habían acudido. Al llegar a casa y entrar en la cocina continuaron la pelea, intesificandose cuando Shane atacó a Maggie delante de su hija Memphis. Lewkowicz documento los hechos, haciendo una pausa para asegurarse de que la policía había sido avisada. Shane fue detenido por sus acciones y desde ese momento Maggie lo dejó.
Una vez que las fotos fueron publicadas en Time Lewkowicz recibió críticas de usuarios y usuarias de internet, que le cuestionaron porque hizo fotografías mientras la violencia física transcurría. Lewkowicz respondió a las críticas indicando que «el incidente toca numerosas de cuestiones éticas. He sido castigada por numerosos comentarios anónimos que decían que de alguna forma tendría que haber intervenido físicamente entre los dos. Su crítica se contraponer con lo que los funcionarios de la ley me habían indicado, su crítica contrarresta lo que agentes de aplicación de ley reales me han indicado. Si hubiera intervenido de forma física, solo habría empeorado la situación, poniéndome en peligro y agravando la situación de Maggie».
Estas fotografías han ganado desde entonces varios premios, incluyendo el Premio L'iris d'Or de la Organización Mundial de la Fotografía en 2014.